# Суха (Баргузинський район)
Суха (рос. Сухая) — селище Баргузинського району, Бурятії Росії. Входить до складу Сільського поселення Улюнське.
Населення — 12 осіб (2015 рік).